# Měrunice
Měrunice är en ort i Tjeckien.   Den ligger i regionen Ústí nad Labem, i den nordvästra delen av landet, 60 km nordväst om huvudstaden Prag. Měrunice ligger 404 meter över havet och antalet invånare är 289.
Terrängen runt Měrunice är lite kuperad.Runt Měrunice är det ganska glesbefolkat, med 25 invånare per kvadratkilometer. Närmaste större samhälle är Most, 13,1 km väster om Měrunice. Trakten runt Měrunice består till största delen av jordbruksmark.